# Patrick Hillery
Patrick John Hillery (tiếng Ireland: Pádraig J. Ó hIrghile; 2 tháng 5 năm 1923 - 12 tháng 4 năm 2008) là chính trị gia Ireland và là Tổng thống thứ sáu của Ireland từ năm 1976 đến năm 1990. Lần đầu tiên được bầu tại cuộc tổng tuyển cử năm 1951 với tư cách là một Fianna Fáil Teachta Dála (TD) cho Clare, ông vẫn ở Dáil Éireann cho đến năm 1973 Trong thời gian này, ông là Bộ trưởng Bộ Giáo dục (1959-1965), Bộ trưởng Bộ Công nghiệp và Thương mại (1965-1966), Bộ trưởng Bộ Lao động (1966-1969) và Bộ trưởng Ngoại giao (1969-1973). [3] Năm 1973 ông được bổ nhiệm làm Ủy viên châu Âu đầu tiên của Ireland, phục vụ cho đến năm 1976 khi ông trở thành Tổng thống. Ông đã phục vụ hai nhiệm kỳ trong chức vụ Tổng thống, và mặc dù được xem như là một Tổng thống hơi lộng lẫy, ông được cho là đã mang lại sự ổn định và phẩm giá cho văn phòng, và ông đã nhận được sự ngưỡng mộ rộng rãi khi xuất hiện rằng ông đã chịu áp lực chính trị từ Fianna Fáil Trong một cuộc khủng hoảng chính trị vào năm 1982.

## Tiểu sử
Patrick John Hillery, hay còn gọi là Paddy Hillery, sinh ra ở Spanish Point, County Clare năm 1923. Con trai của Michael Joseph Hillery, một bác sĩ địa phương, và Ellen McMahon, một y tá của khu học chánh, được đào tạo tại địa phương tại trường quốc gia Milltown Malbay Trước khi tham dự Rockwell College. Ở cấp ba, Hillery đã theo học đại học Dublin, nơi ông có bằng cấp về y khoa. Sau khi được trao năm 1947, ông quay trở lại thành phố quê hương của mình, nơi ông theo chân cha mình như một bác sĩ. Sự nghiệp y khoa của Hillery vào những năm 1950 cho thấy ông ta phục vụ như là một thành viên của Hội đồng Y tế Quốc gia và là Cán sự y tế của Trạm Quản lý Milltown Malbay. Ông cũng đã mất một năm làm việc như nhân viên điều tra cho West Clare.
Hillery kết hôn với Maeve Finnegan vào ngày 27 tháng 10 năm 1955. Cùng nhau họ có một con trai, John và một con gái, Vivienne, người đã chết sau một căn bệnh dài vào năm 1987, ngay trước sinh nhật lần thứ 18 của cô.

## Sự nghiệp chính trị trong nước
Hillery, mặc dù không phải là chính trị, đã đồng ý dưới áp lực của cựu Thủ tướng Clare Fianna Fáil TD, lãnh đạo Đảng và cựu Taoiseach, Éamon de Valera, để trở thành người phối hợp của ông tại Cuộc bầu cử tổng thống năm 1951 1951 . Cuộc bầu cử đã dẫn đến việc trở lại nắm quyền cho Fianna Fáil và Hillery đã thành công trong nỗ lực đầu tiên của mình để được bầu. Ông đã ở lại hậu cung gần một thập kỷ, trước khi trở thành một bộ trưởng sau khi nghỉ hưu của Valera là Taoiseach năm 1959.
Đạo luật mới của ông, Seán Lemass, đã bắt đầu quá trình rút lui các bộ trưởng của Valera, nhiều người trước tiên trở thành các bộ trưởng trong nội các Valera năm 1932. Dưới sự lãnh đạo của Lemass, những người lớn tuổi như James Ryan (nhà chính trị Ailen) James Ryan], Seán MacEntee và [Patrick Smith (chính trị gia)] Paddy Smith đã nghỉ hưu và một thế hệ mới của các chính trị gia đã được giới thiệu với chính phủ như [Brian Lenihan, Snr | Brian Lenihan], Donogh O'Malley, Charles Haughey và Neil Blaney. Chìa khóa của chính trị gia mới này là Hillery, người đã trở thành Bộ trưởng Bộ Giáo dục vào năm 1959, kế thừa Jack Lynch trong chức vụ đó.